# Клируотър (езеро, Квебек)
Езеро Клируотър (Лак О льо Клер) (на английски: Clearwater Lakes; на френски: Lac à l'Eau Claire) е 3-то по големина езеро в провинция Квебек. Площта му, заедно с островите в него е 1383 км2, която му отрежда 32-ро място сред езерата на Канада. Площта само на водното огледало без островите е 1253 км2. Надморската височина на водата е 241 м.
Езерото се намира в северната част на провинцията на 112 км източно от бреговете на Хъдсъновия залив. Площта на водосборния му басейн е 3830 км2, а максималната му дълбочина е 178 м. Клируотър се състои от две отделни езера с кръгла форма, свързани помежду си с проток, в който има няколко десетки малки острова. Диаметърът на северозападното езеро е 36 км, а на югоизточното – 26 км. Предполага се, че езерата са се образували преди около 290±20 млн. години в резултата от падането на двоен метеорит на земната повърхност.
Езерото се оттича чрез река Клируотър (О льо Клер) (дължина 70-80 км) в залива Гийом Делил (в източната част на Хъдсъновия залив), като се предвижда да се създаде национален парк с площ от 15 549 км2, който да включва района на езерото, реката изтичаща от него, залива Гийом Делил и още други съседни региони.
Бреговете на езерото и островите в него за първи път са детайлно заснети, проучени и картирани през 1896 г. от канадския топограф Албърт Питър Лоу.